# Arrels Fundació
Arrels Fundació es una fundación privada española fundada en 1987 en Barcelona y dedicada a la atención de personas sin hogar de la ciudad . Es una entidad fundamentada en el voluntariado con el apoyo de profesionales. El 2007 inauguró el hogar Pere Barnés, un equipamiento de alojamiento temporal para personas sin hogar, con 30 plazas y 4 más para situaciones de urgencia en el  barrio de Pueblo Seco de la ciudad de Barcelona.

## Premios
- Premio Solidaridad (2005 del Instituto de Derechos Humanos de Cataluña)[2]
- Premio Iniciativa (2006), de El Periódico de Catalunya,[3]
- Premio Alfonso Comín (2009) del Ayuntamiento de Barcelona.[4]
- Premio Pere Casaldàliga a la Solidaridat (2017)[5]